# Pazo dos Deportes
El Pazo Provincial dos Deportes de Lugo (nombre oficial en gallego, traducido al castellano: Palacio Provincial de los Deportes de Lugo) es un pabellón deportivo dedicado principalmente al baloncesto y situado en la ciudad gallega de Lugo, España. Fue inaugurado el 12 de septiembre de 1992 en un torneo en el que participaron Real Madrid, Maccabi Tel Aviv, el extinto Club Baloncesto León y el Club Baloncesto Breogán. Aunque inicialmente se indicaba que tenía capacidad para 6500 espectadores,de acuerdo con la información publicada por la Liga ACB, la capacidad de las gradas a 2023 es de 5310 espectadores, aunque en algunos partidos el aforo fue superior a los 7000 espectadores. 
En este pabellón disputa sus partidos como local el Club Baloncesto Breogán de la Liga Endesa, así como el Durán Maquinaria Ensino Lugo de la Liga Femenina de baloncesto. Ambos equipos han otorgado a la ciudad el honor de jugar competiciones europeas (Copa Korać y Basketball Champions League por parte del conjunto masculino, y Copa Europea de la FIBA por parte del conjunto femenino).
Otro de los equipos locales es el Estudiantes Lugo, de Primera Autonómica de baloncesto. También se han acogido partidos de otras modalidades deportivas, como del Prone Lugo AD y el Barcel Euro Puebla, en la primera división de la liga nacional de fútbol sala. El Pazo ha sido elegido como sede en la final de la Copa de Europa de fútbol sala femenino, en diferentes ediciones del World Padel Tour, y en muchos otros eventos (conciertos,actividades infantiles,centro para vacunación,etcétera). El complejo incluye salas adicionales con gimnasio, pistas de squash y polideportivos anexos.
Se encuentra situado en plena Avenida Filarmónica Lucense, muy cercano al campus de la Universidad de Santiago de Compostela, motivo por el cual a veces es llamado como Pazo Universitario. 
El nombre de la ciudad y el río que la atraviesa designa las gradas laterales, Grada Lugo y Grada Miño, mientras que los fondos se denominan Fondo Campus (orientado hacia el campus universitario) y Fondo Estadio, debido a la cancha de atletismo y rugby próximo al Pazo.
En el Fondo Estadio se encuentra un grafiti inspirado en el Club Baloncesto Breogán, realizado por el artista lucense Diego Asen verano de 2022. El mural mide 36 metros de ancho por casi 10 de alto, y trata de representar a los principales símbolos del club lucense: el Rey Breogán, el león (animal insignia del club, presente tanto en el escudo como en la mascota del equipo), y los colores azul y blanco que siempre ha vestido a la institución breoganista.
Cuando el Club Baloncesto Breogán consiguió el ascenso a la primera división en el año 2018, se sustituyeron los dos antiguos video-marcadores por unos más modernos de Mondo Smart Systems, que utilizan tecnología LED para poder proyectar vídeos e imágenes de manera más interactiva.
En septiembre de 2023 se realizó una reforma en el pabellón debido a una normativa de la Liga ACB que exigía tener asientos individuales en todas las localidades, por lo que se implementaron más de 2000 asientos plegables de color azul en las zonas donde anteriormente había bancos corridos. El coste de la obra fue de 171,000 euros.
El templo lucense sufrió algunos desperfectosy pintadas tras varias décadas a sus espaldas debido al paso del tiempo, las condiciones climatológicas de la ciudad y la falta de mantenimiento, lo que también es apreciable en otros aspectos como el sistema de iluminación y de sonido. La afición del Breogán realizó un llamamiento popular a través de las redes sociales y los partidos del equipo, creando el movimiento "Un Pazo Digno", lo que consiguió que las instituciones públicas comenzaran a subsanar algunas de estas asignaturas pendientes.
A lo largo del año 2025 comenzaron nuevas obras, en las que se incluyeron una mejora integral de la cubierta del recinto, la colocación de un nuevo parqué y la instalación de un video-marcador central, entre otras mejoras estéticas y estructurales.
El Pazo dos Deportes ha sido catalogado por prensa nacional e internacional como uno de los pabellones más míticos de España, especialmente por su diseño arquitectónico único y por su ubicación en lo alto de una colina. La gran cantidad de eventos deportivos y extradeportivos que ha albergado a lo largo de más de 30 años en funcionamiento, lo abalan como uno de los mayores puntos de interés cultural de Lugo.
Existe un teléfono de contacto a disposición del público (982 25 19 72) durante el horario de la jornada laboral de las oficinas, el cual varía en función de la época del año. El recinto cuenta con seguridad privada las 24 horas del día y diferentes cámaras de videovigilancia que rodean a toda la instalación.